# Het Sweeltje
Het Sweeltje (ook:  't Sweeltje) is een natuurgebied ten noordoosten van Montfort.
Het betreft een gebied van 118 ha in het dal van de Vlootbeek, dat naast 't Sweeltje nog een aantal kleinere deelgebieden omvat die tussen Montfort en de Duitse grens zijn gelegen. Het is eigendom van de Stichting Het Limburgs Landschap.
In 2000 werden de natuurgebieden die in bezit waren van de toenmalige gemeente Ambt Montfort aan Limburgs Landschap verkocht. 't Sweeltje is een droge bosaanplant van voornamelijk grove den op stuifduin, die ook nog enkele heiderestanten bevat. Langs de Vlootbeek is het vochtiger en hier liggen weide- en hooilanden die door gericht maaibeheer verschralen.
Tot de avifauna behoren geelgors en boompieper. Oostelijk, nabij Posterholt, heeft Limburgs Landschap eveneens een aantal voormalige agrarische percelen in bezit, welke worden verschraald. Hier vindt men soms de koninginnepage en op de grote pimpernel komt het pimpernelblauwtje voor.
Aansluitend aan 't Sweeltje vindt men in het oosten het Munningsbos.